# Ostracion immaculatus
Ostracion immaculatus és una espècie de peix de la família dels ostràcids i de l'ordre dels tetraodontiformes. Poden assolir fins a 25 cm de longitud total. És un peix marí, de clima temperat i demersal, que es troba al Japó.